# Коффі (округ, Джорджія)
Шаблон:StateAbbr_ 31°33′ пн. ш. 82°51′ зх. д. / 31.55° пн. ш. 82.85° зх. д.
Округ Коффі (англ. Coffee County) — округ (графство) у штаті Джорджія, США. Ідентифікатор округу 13069.

## Історія
Округ утворений 1854 року.

## Демографія
За даними перепису
2000 року
загальне населення округу становило 37413 осіб, зокрема міського населення було 12648, а сільського — 24765.
Серед мешканців округу чоловіків було 18574, а жінок — 18839. В окрузі було 13354 домогосподарства, 9791 родин, які мешкали в 15610 будинках.
Середній розмір родини становив 3,14.
Віковий розподіл населення поданий у таблиці:
| Стать    | До 15 років | 15-21 | 22-29 | 30-39 | 40-49 | 50-65 | 65-85 | Понад 85 |
| -------- | ----------- | ----- | ----- | ----- | ----- | ----- | ----- | -------- |
| Чоловіки | 4471        | 2222  | 2290  | 3009  | 2621  | 2562  | 1295  | 104      |
| Жінки    | 4375        | 1976  | 2122  | 2776  | 2646  | 2652  | 1961  | 331      |

## Суміжні округи
- Телфер – північ
- Джефф-Девіс – північний схід
- Бейкон – схід
- Вер – південний схід
- Аткінсон – південь
- Беррієн – південний захід
- Ірвін – захід
- Бен-Гілл – захід

## Виноски
1. ↑  U.S. Decennial Census. United States Census Bureau. Архів оригіналу за 26 квітня 2015. Процитовано 20 червня 2014.
2. ↑  Historical Census Browser. University of Virginia Library. Архів оригіналу за 11 серпня 2012. Процитовано 20 червня 2014.
3. ↑  Population of Counties by Decennial Census: 1900 to 1990. United States Census Bureau. Архів оригіналу за 2 лютого 2019. Процитовано 20 червня 2014.
4. ↑  Census 2000 PHC-T-4. Ranking Tables for Counties: 1990 and 2000 (PDF). United States Census Bureau. Архів оригіналу (PDF) за 18 грудня 2014. Процитовано 20 червня 2014.
5. ↑  State & County QuickFacts. United States Census Bureau. Архів оригіналу за 8 липня 2011. Процитовано 20 червня 2014.(англ.) Наведено за англійською вікіпедією.
6. ↑  American FactFinder. Бюро перепису населення США. Архів оригіналу за 29 липня 2011. Процитовано 31 січня 2008.

| США | Це незавершена стаття з географії США. Ви можете допомогти проєкту, виправивши або дописавши її. |